# مالهوتیتسه
مالهوتیتسه (به چکی: Malhotice) یک منطقهٔ مسکونی در جمهوری چک است که در ناحیه پرروف واقع شده‌است. مالهوتیتسه ۷٫۶۷ کیلومتر مربع مساحت و ۳۷۰ نفر جمعیت دارد و ۲۹۶ متر بالاتر از سطح دریا واقع شده‌است.